# Matutio
Matutio war ein antiker römischer Toreut (Metallbearbeiter), der in der zweiten Hälfte des 1. Jahrhunderts in Gallien tätig war.
Matutio ist heute nur noch aufgrund eines Signaturstempels auf einer Bronzeschüssel bekannt, die in einem Grab gemeinsam mit den Stücken des Adraxius in De Waal auf der Insel Texel in den Niederlanden gefunden wurde. Die Signatur lautet lateinisch MATUTIO F, ergänzt zu Matutio fecit: Matutio hat gefertigt.

## Einzelbelege
1. ↑  Sommeltjes. Abgerufen am 27. Juni 2021.
2. ↑  Richard Petrovszky: Studien zu römischen Bronzegefäßen mit Meisterstempeln. Leidorf, Buch am Erlbach 1993, S. 272, Nr. M.06.01; CIL 13, 10027,28.

| Personendaten    | Personendaten                              |
| ---------------- | ------------------------------------------ |
| NAME             | Matutio                                    |
| KURZBESCHREIBUNG | antiker römischer Toreut                   |
| GEBURTSDATUM     | 1. Jahrhundert v. Chr. oder 1. Jahrhundert |
| STERBEDATUM      | 1. Jahrhundert oder 2. Jahrhundert         |